# WCT Finals 1972
Il WCT Finals 1972 è stato un torneo di tennis giocato sul sintetico indoor. È stata la 2ª edizione del torneo, che fa parte del World Championship Tennis 1972. Il torneo si è giocato al Moody Coliseum di Dallas negli Stati Uniti dall'8 al 14 maggio 1972.

## Campioni

### Singolare maschile
Ken Rosewall ha battuto in finale  Rod Laver con il punteggio di 4–6, 6–0, 6–3, 6–7, 7–6(5).